# Hugh Hamilton
Hugh Caulfield Hamilton, britanski dirkač, * 18. julij 1905, Omagh, Tyrone, Severna Irska, Združeno Kraljestvo, † 26. avgust 1934,  Bremgarten bei Bern, Bern, Švica.
Hugh Hamilton se je rodil 18. julija 1905 v severnoirskem mestecu Omagh. Resneje se je začel z dirkanjem ukvarjati v sezoni 1932, ko je že na svoji drugi dirki za Veliko nagrado Nemčije v razredu Voiturette zmagal. V naslednji sezoni 1933 je na dirki International Tourist Trophy osvojil drugo mesto. 
Na dirki za Veliko nagrado Masaryka v razredu Voiturette je doživel hudo nesrečo. Nesrečo je povzročila kapuca, ki jo je nosil kot zaščito pred močnim dežjem in mu jo je veter odpihnil preko obraza. V nekaterih nemških častnikih so celo objavili vest o njegovi smrti, toda utrpel je tri zlomljena rebra in hujše notranje poškodbe. Za sezono 1934 je okreval in dosegel peto mesto na dirki za Veliko nagrado Montreuxa, četrto mesto na dirki Grand Prix de la Marne in celo drugo mesto na dikri za Veliko nagrado Albija. V razredu Voiturette pa je dosegel še svojo drugo zmago na dirki Coppa Acerbo. Toda na dirki za Veliko nagrado Švice je prav v zadnjem krogu dirke v ovinku Wohlenstrasse le 1500 m pred štartno-ciljno črto pri 150 km/h, verjetno zaradi počene pnevmatike, zletel s steze, trčil v drevo in podlegel poškodbam na kraju nesreče. Njegov pokop Bernu sta organizirala dober prijatelj in dirkač, Richard Seaman, ter britanski konzul. Kasnejša obdukcija je pokazala, da se je Hamiltonu tik pred nesrečo ustavilo srce, zaradi posledic nesreče iz leta 1933.  